# Lư hương

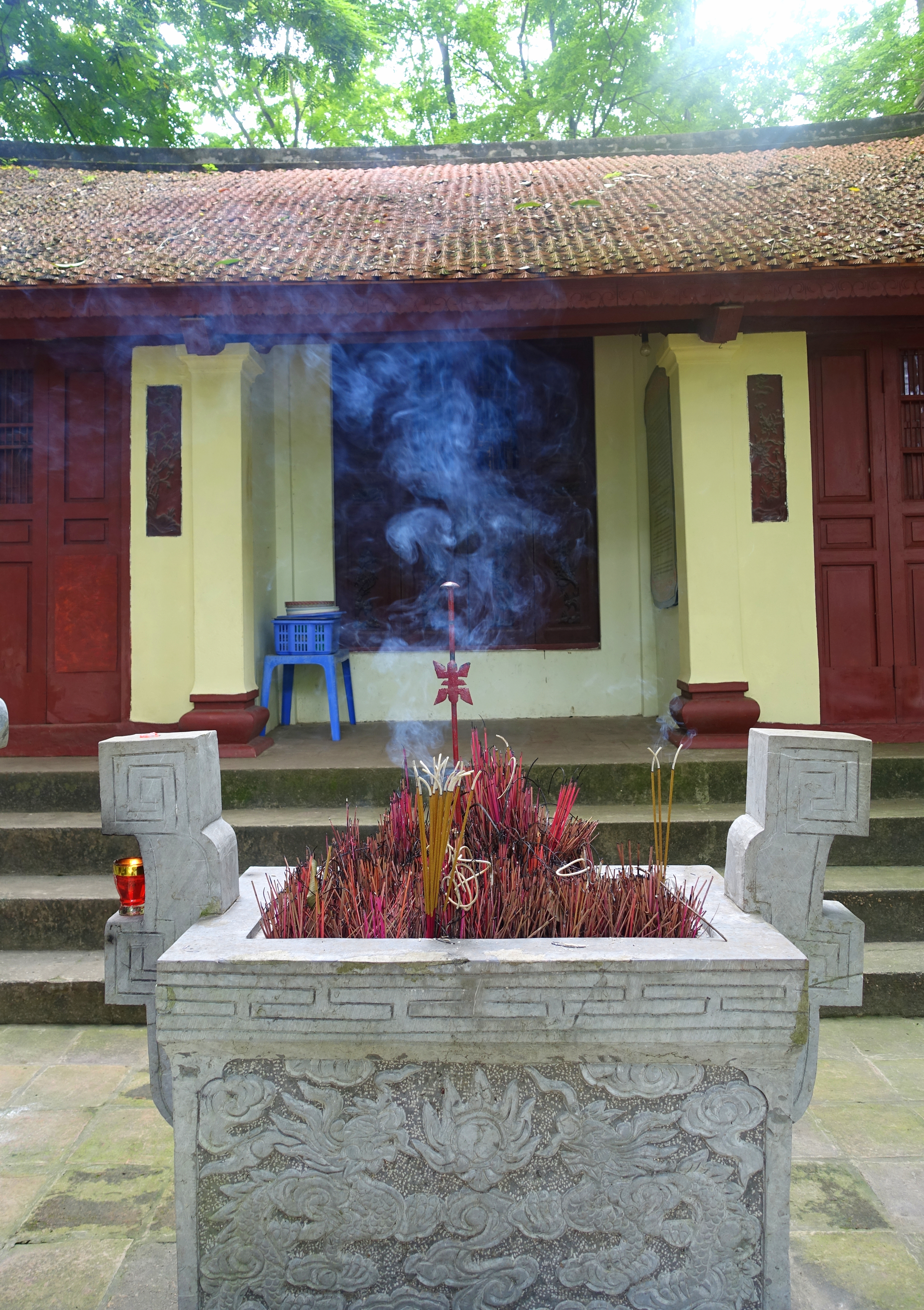
Lư hương trong một đền thờ ở Vườn bách thảo Hà Nội

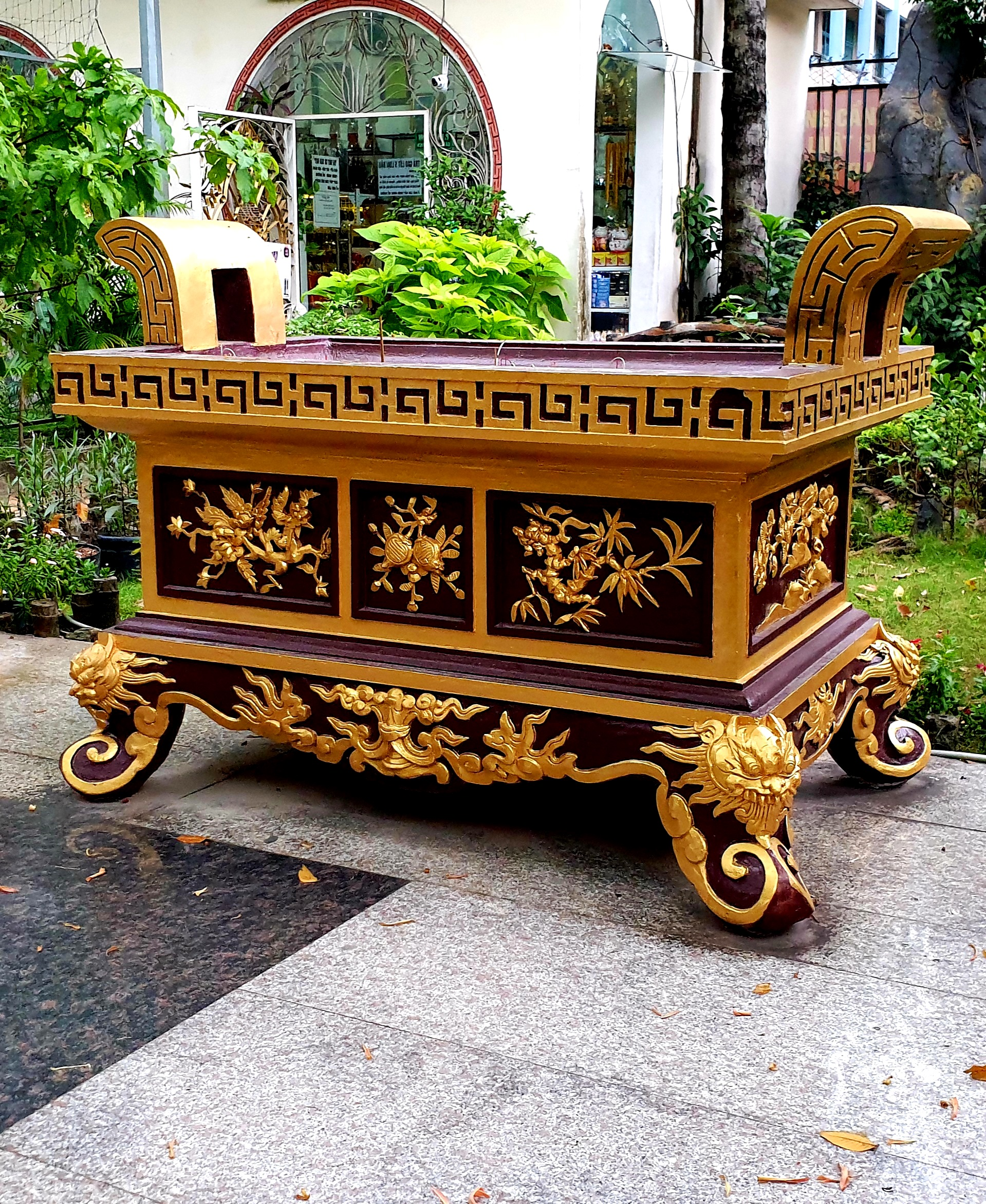
Lưu hương vuông (đỉnh hương) trong Chùa Pháp Vân ở Tân Phú

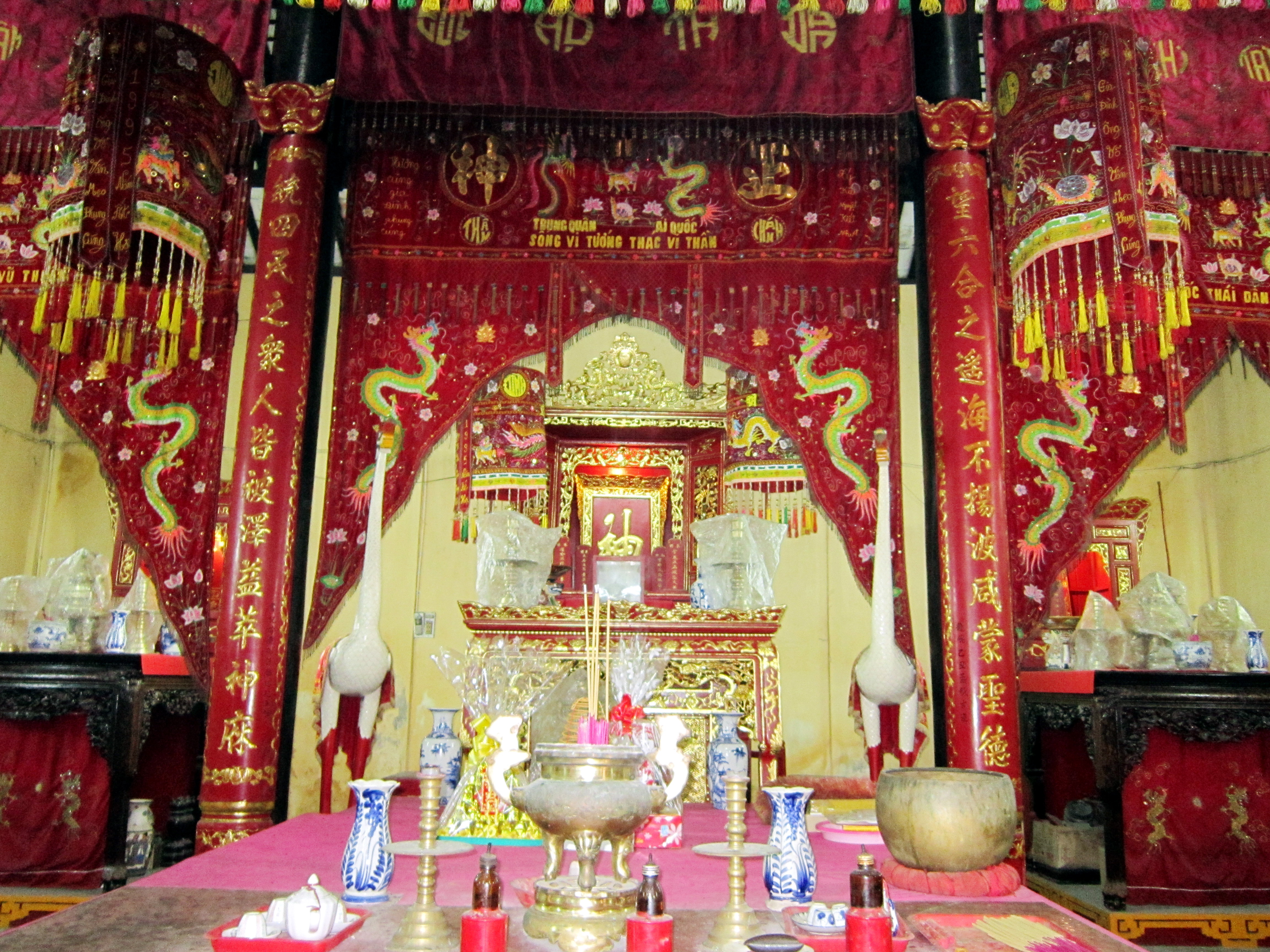
Lư hương nhỏ bằng đồng trong đình Bình Hòa

Lư hương là đồ tế khí – linh khí dùng để thờ cúng và để thắp hương (nơi để cắm hương vào). Nó thường được làm bằng nhiều chất liệu như đồng, đá, xi măng cốt thép, gốm với nhiều kiểu dáng và kích thước khác nhau, trong đó lư đồng có tính truyền thống. Lư hương kết hợp thêm với các đồ bài trí khác còn có một tên gọi khác là bộ tam sự, bao gồm 3 món gồm chiếc lư và cặp chân đèn (gồm 2 chiếc). Tam sự thường được đúc bằng đồng trong đó lư hương dùng để để đốt trầm hương và được đặt ở chính giữa, 2 chân đèn được đặt ở hai bên, dùng để thắp nến. Ngoài ra lư hương đi kèm với đôi hạc đạp rùa ở hai bên gọi là hạc chầu đỉnh hương tạo sự tôn nghiêm trang trọng cho khu vực linh thiêng. 
Lư hương là đồ tế khí-linh khí dùng để thờ cúng. Lư hương cũng có thể để đốt vàng mã những ngày dịp cúng lễ, thường thiết kế thành lư hương vuông hay đỉnh hương, Phượng đỉnh. Bát hương là đồ để cắm và thắp hương trên bàn thờ hằng ngày hoặc vào những ngày lễ, ngày cúng giỗ tổ tiên, ông bà, cha mẹ. Lư hương dùng để cắm hương nhang chỉ ở những đình chùa miếu mạo, chỗ đặt tượng đài, nơi thờ cúng công cộng và thường được đúc bằng đồng hoặc đá khối kích thước rất lớn. Có những lư hương rất to, nặng, phải rất nhiều người, thậm chí phải đến cả chục người mới khiêng nổi. Lư hương/Đỉnh hương bằng xi măng dùng để cắm hương nhang ở đình chùa miếu mạo, chỗ đặt tượng đài, nơi thờ cúng công cộng và có kích thước rất lớn.

## Ảnh

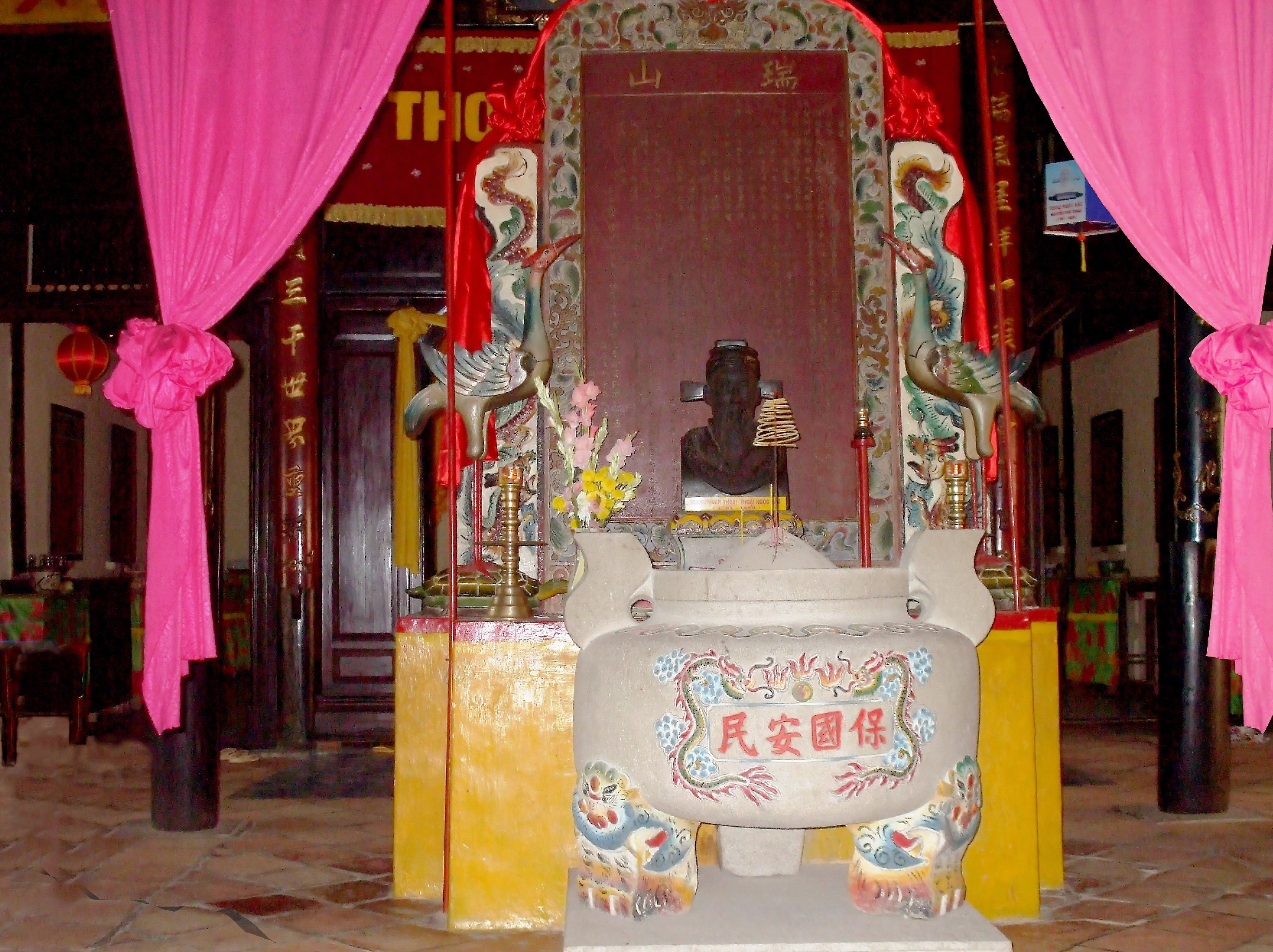
Lư hương lớn bằng đá dùng để cắm hương
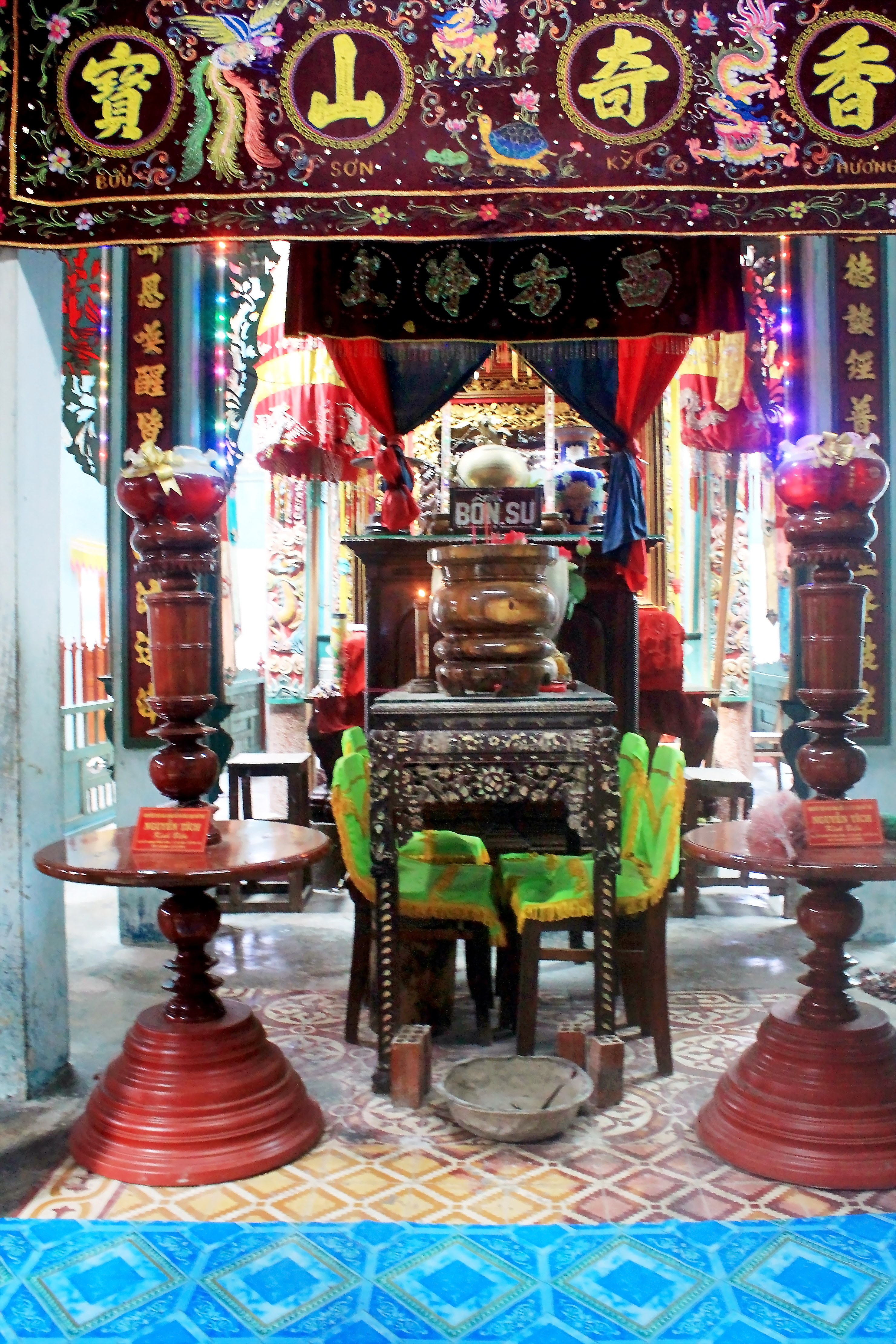
Lư hương nhỏ bằng gốm dùng để cắm hương.
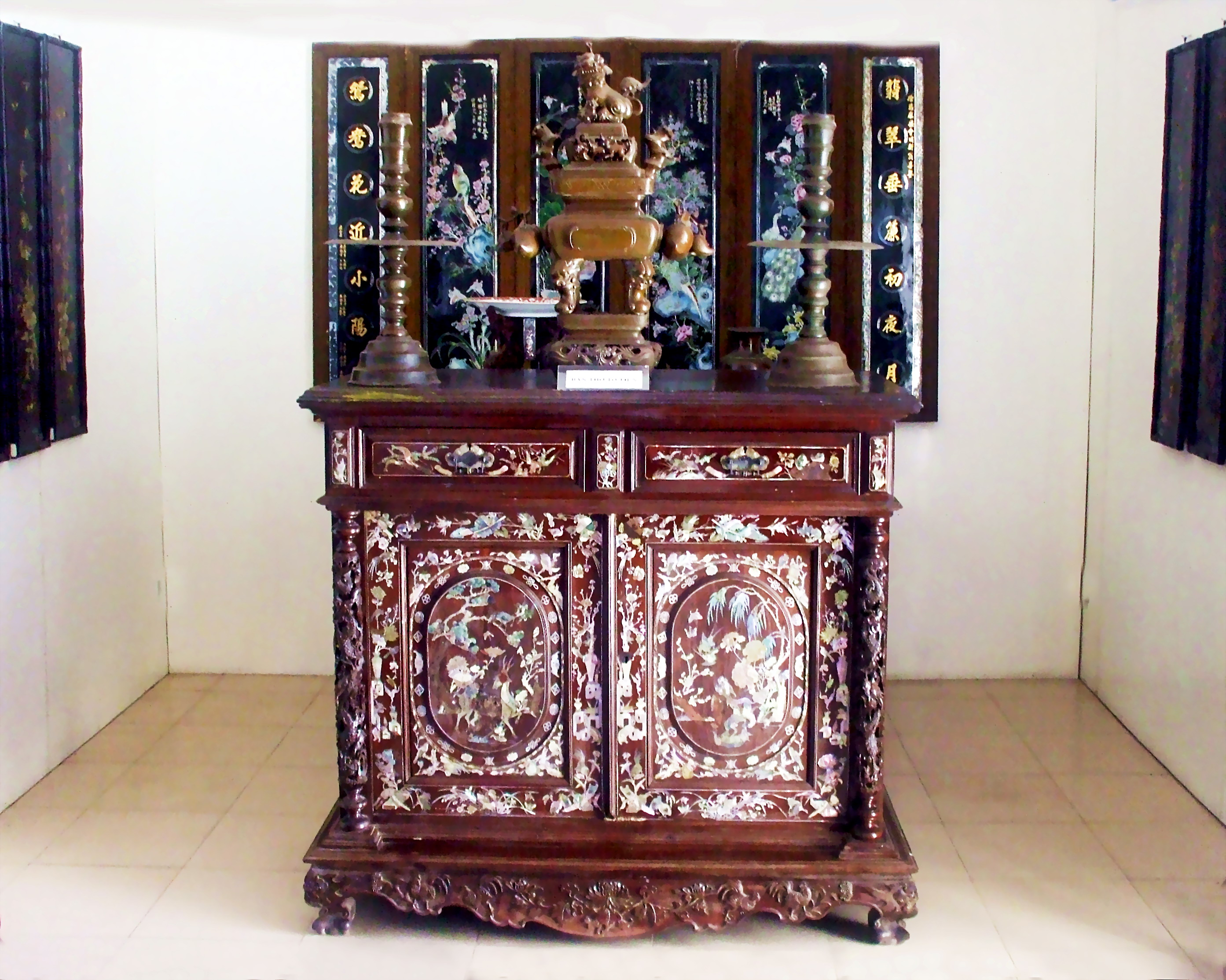
Lư hương đồng có hình dáng như một cái đỉnh nhỏ dùng để đốt trầm.
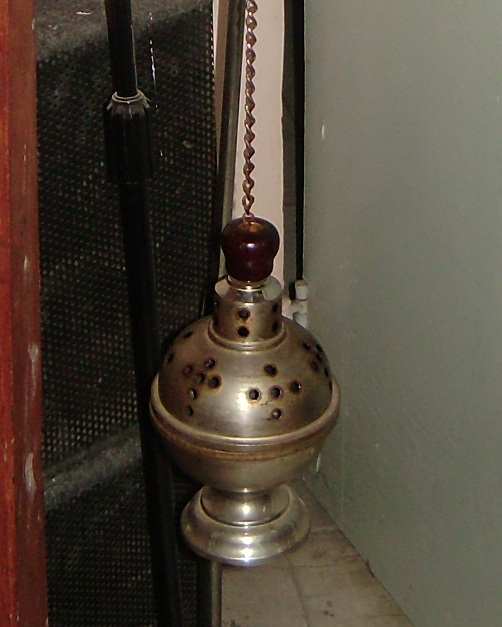
Lư hương có xuất xứ từ phương Tây (trầm hương và than được đốt bên trong).
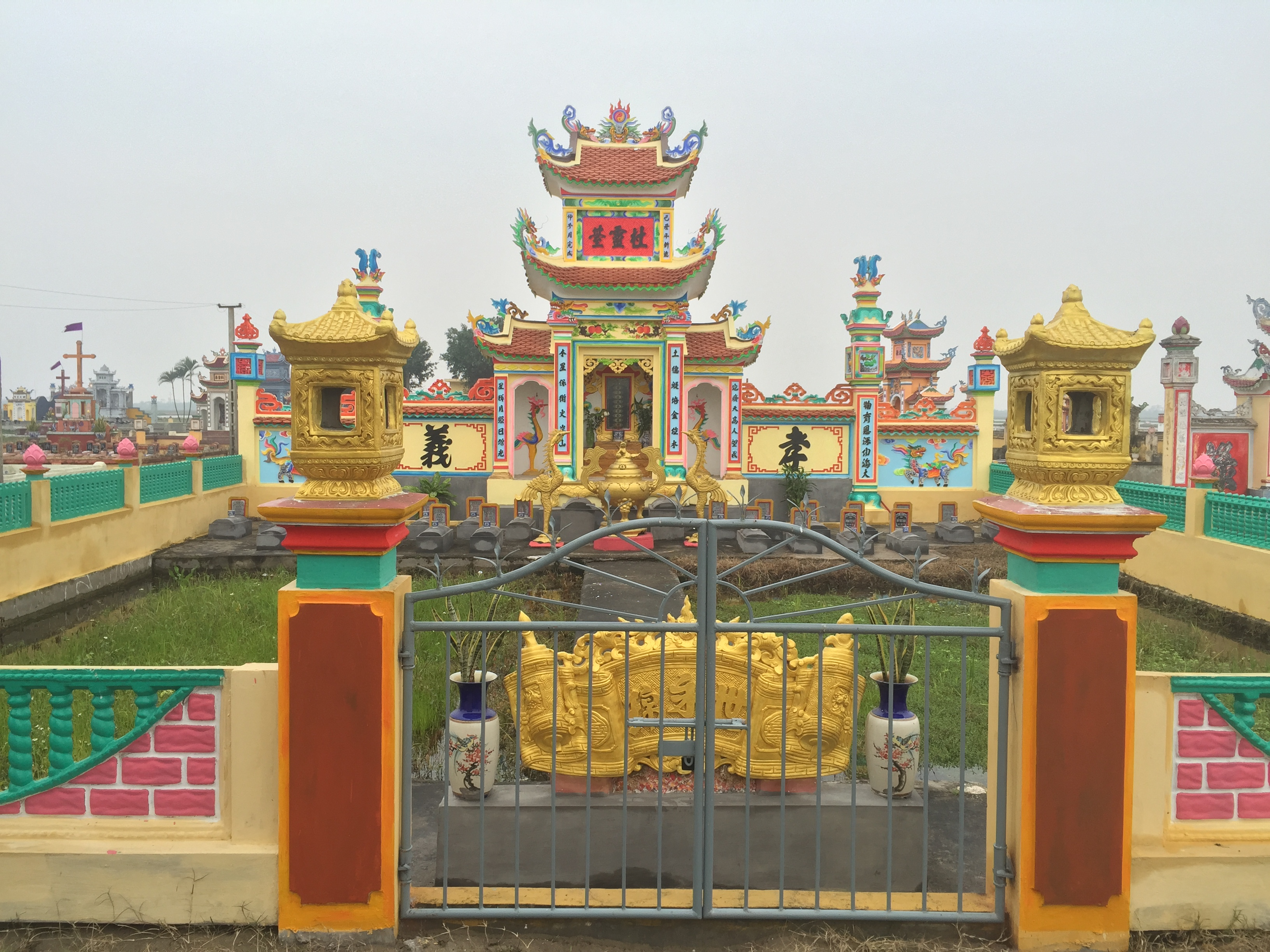

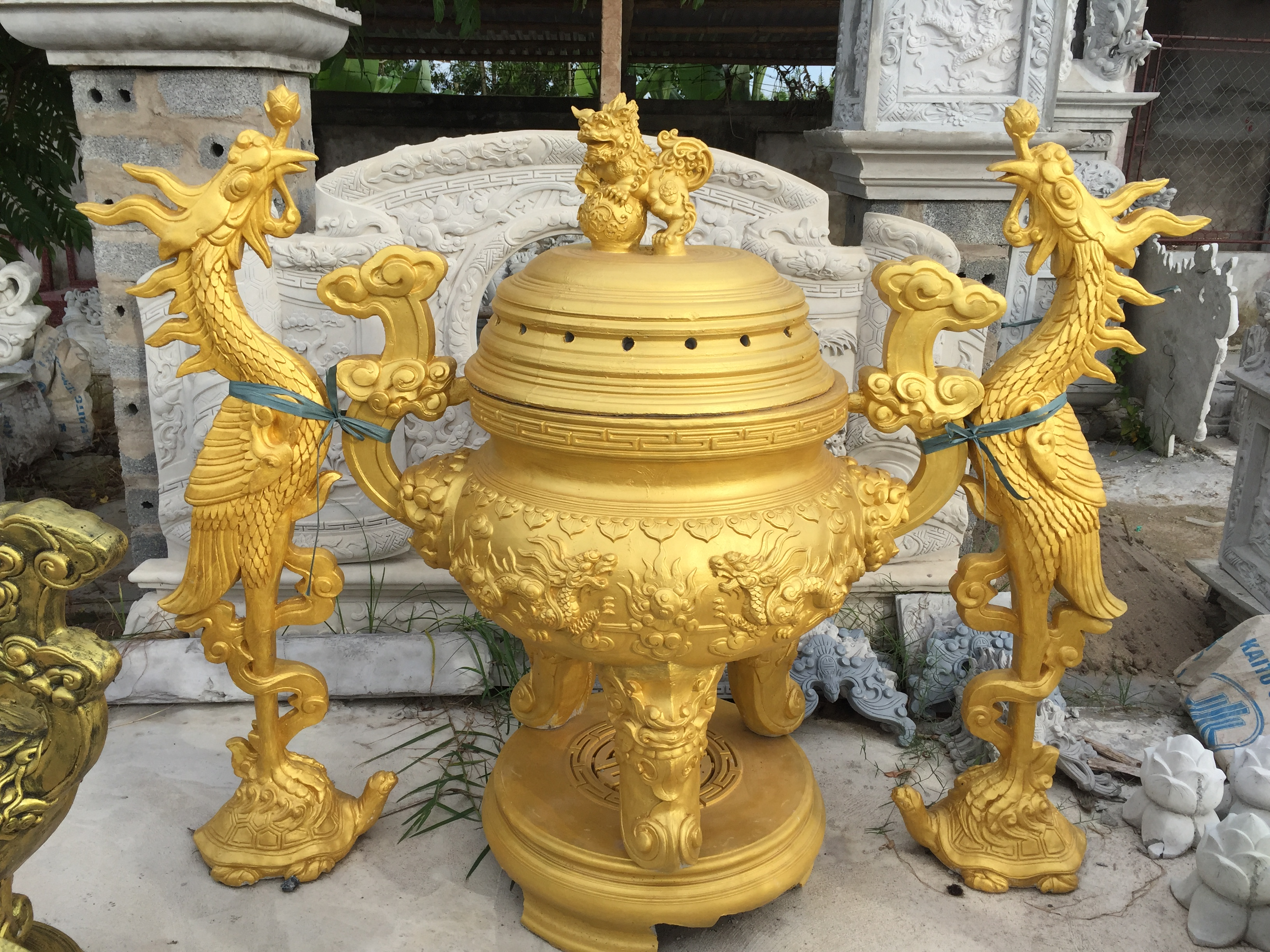
Bộ đỉnh hạc, lư đồng để xông trầm hương